# Hypsilurus auritus
Hypsilurus auritus är en ödleart som beskrevs av Meyer 1874. Hypsilurus auritus ingår i släktet Hypsilurus och familjen agamer. Inga underarter finns listade i Catalogue of Life.
Arten förekommer på västra Nya Guinea och på andra öar i området, bland annat på Yapen. Honor lägger ägg.